# Françoise Gasse
Françoise Gasse (* 1942; † 22. April 2014) war Paläobiologin, Diatomeenspezialistin und Paläoklimatologin. Ihre Forschung zielte darauf ab, die paläoklimatischen Variationen und die Paläoumwelt des Quartärs in Afrika und Asien zu rekonstruieren.

## Karriere
Françoise Gasse begann ihre Karriere als Dozentin für Botanik an der École Normale Supérieure de Fontenay-aux-Roses. Im Jahr 1975 veröffentlichte sie eine Dissertation in Geologie und trat in das Laboratoire de Géologie du Quaternaire bei Paris ein. Kurz darauf reiste sie nach Äthiopien, um die Afar-Senke zu studieren. Nach dieser Reise beschloss sie, mit Hilfe von Professor Pierre Bourrelly, Algologe am Naturkundemuseum in Paris, und Professor Jean-Paul Benzécri, Spezialist für statistische Datenanalyse an der Universität Paris, den Nutzen von Diatomeen für die Erforschung von Paläoklima und Paläoumwelt zu untersuchen. 1986 trat sie in das Labor für Hydrologie und Isotopengeochemie des CNRS an der Universität Paris-Sud ein. Gleichzeitig setzte sie ihre Forschungen in Afrika fort, insbesondere am Abbe-See und in der Sahara-Sahelzone, aber auch in Tibet und Madagaskar.
Im Laufe ihrer Karriere hat sie zur Veröffentlichung zahlreicher wissenschaftlicher Artikel beigetragen und zwei Bücher geschrieben.

## Auszeichnungen
Im Jahr 2005 erhielt sie als erste Frau die Vega-Medaille der Schwedischen Gesellschaft für Anthropologie und Geographie.
Im Jahr 2010 erhielt sie die Hans-Oeschger-Medaille der European Geosciences Union (EGU) für ihren Beitrag zur Rekonstruktion der paläoklimatischen Variabilität während des Holozäns.
Im Jahr 2012 wurde sie von der International Paleolimnology Association mit einer Medaille für ihr Lebenswerk ausgezeichnet.